# Ron Yeats
Ronald Yeats detto Ron (Aberdeen, 15 novembre 1937 – Liverpool, 6 settembre 2024) è stato un calciatore e allenatore di calcio scozzese, di ruolo difensore.
Nella sua carriera ha indossato principalmente le maglie di Dundee Utd, Liverpool e Tranmere, oltre a quella della nazionale scozzese. È ricordato principalmente per essere stato difensore e capitano del Liverpool di Bill Shankly.

## Biografia

### Club

#### Inizi e Dundee United
Cresciuto in una squadra giovanile della sua città natale, Aberdeen, fu notato dal Dundee Utd, allora in seconda serie scozzese, che lo mise sotto contratto nel 1957; prima del suo primo contratto aveva trovato lavoro presso un locale mattatoio. Con l'arrivo sulla panchina degli scozzesi del manager Jerry Kerr, nel 1959, Yeats divenne il pilastro della difesa dei tangerines. Grazie anche alle sue ottime prestazioni, alla fine della stagione lo United fu promosso per la prima volta nella massima serie dal 1932, e si confermerà in First Division anche la stagione successiva, raggiungendo una tranquilla salvezza ed il nono posto in classifica. Tuttavia le sue prestazioni e il suo fisico attirarono presto le attenzioni di altre squadre scozzesi di massima divisione.

#### Liverpool
Nel 1961 l'allora manager del Liverpool, lo scozzese Bill Shankly, convinse la dirigenza dei reds ad acquistare Yeats per una cifra attorno alle 20.000 sterline. Shankly, impressionato dalla sua altezza e dalla sua potenza, lo nominò subito capitano della squadra ed in seguito definì gli acquisti di Yeats e del centravanti scozzese Ian St. John come l'inizio della risalita del Liverpool, allora ancora in seconda divisione inglese, fino ai vertici del calcio inglese ed europeo. Nella prima stagione di Yeats il Liverpool guadagnò subito la promozione in prima serie, dopo otto anni di assenza, ed il centrale difensivo si guadagnò subito presso i tifosi il soprannome di The Colossus (il colosso). Nella stagione 1963-64 il Liverpool, trascinato dai suoi giocatori scozzesi, riconquistò il titolo di campione d'Inghilterra dopo 13 anni dall'ultima volta e nella stagione successiva Yeats sollevò da capitano a Wembley la FA Cup, vinta dal Liverpool per la prima volta.
Nella stagione 1965-66 Yeats guidò di nuovo la sua squadra al titolo nazionale ed alla vittoria del terzo Charity Shield consecutivo. Tuttavia, nonostante il ritorno tra le grandi del calcio inglese e la partecipazione della squadra alle coppe europee, i successi dei reds si fermarono e, dopo alcuni anni senza trofei, nel 1970 il manager Shankly diede inizio ad un massiccio rinnovamento della rosa della squadra, vendendo i vecchi giocatori per nuovi talenti, e Yeats ne divenne una delle vittime più illustri assieme a St. John nel 1971, dopo 10 anni di militanza nel club.
In seguito, dopo il suo ritiro dal calcio giocato, Yeats è tornato nel 1986 al Liverpool in qualità di capo-osservatore, posizione che ha mantenuto sino al suo ritiro completo dal mondo del calcio avvenuto nel 2006.
Per la sua carriera con i reds, Yeats è stato votato dai tifosi della squadra al 29º posto nella lista 100 Players Who Shook The Kop, dedicata ai più amati calciatori della storia del club, davanti a Ronnie Whelan e dopo Ray Kennedy. Inoltre, nel 2009, è stato insignito del titolo di "Scouser onorario", dal Lord Mayor della città di Liverpool.
Yeats è stato inoltre il primo "modello" ad indossare una divisa del Liverpool interamente rossa. Fino al 1964 la divisa della squadra prevedeva calzoncini e calzettoni bianchi, quando prima di una partita contro l'Anderlecht l'allenatore Shankly fece provare a Yeats un paio di calzoncini rossi e colpito dal risultato cromatico, che faceva sembrare il centrale difensivo ancora più alto e grosso di quanto non fosse, decise che la divisa della società da allora in poi sarebbe stata completamente rossa.

#### Tranmere e ultimi anni
Dopo aver lasciato il Liverpool, Yeats si trasferì in un altro club del Merseyside, il Tranmere. Il centrale scozzese rimase con i Rovers per tre anni, nel corso dei quali ricoprì la posizione di giocatore/allenatore del club. Dopo alcune esperienze nelle leghe minori inglesi con Stalybridge Celtic e Barrow, giocò in prestito nella lega statunitense della ASL con gli L.A. Skyhawks.
Nel 1977 diviene l'allenatore-giocatore dei Santa Barbara Condors, ottenendo il 4º posto nella West Division, non accedendo alla fase finale del torneo.

### Nazionale
Ron Yeats ha disputato due partite con la Scozia, arrivate durante le sue stagioni vincenti come capitano del Liverpool, una sconfitta per 3-2 contro il Galles a Cardiff nel 1964 ed una per 3-0 contro l'Italia a Napoli nel 1966.

### Morte
Yeats è morto nel 2024. Da tempo era affetto dalla malattia d'Alzheimer.

## Palmarès

### Trofei nazionali
- Campionato inglese: 2

Liverpool: 1963-1964, 1965-1966
- Coppa d'Inghilterra: 1

Liverpool: 1964-1965
- Charity Shield: 3

Liverpool: 1964, 1965, 1966
- Second Division: 1

Liverpool: 1961-1962
- Scottish Second Division: 1

Dundee United: 1959-1960
- American Soccer League: 1

Los Angeles Skyhawks: 1975-1976